# Ulrichsweb
Llamado inicialmente Ulrich's Periodicals Directory (ISSN 0000-0175, e ISSN 0000-2100 ) es un directorio o base de datos bibliográfica que proporciona información sobre revistas generalistas y académicas, revistas científicas, periódicos y otras publicaciones seriadas.  La versión impresa se publica desde 1932 y fue fundada por Carolyn F. Ulrich, jefa de la división de publicaciones periódicas de la Biblioteca Pública de Nueva York como Periodicals Directory: A Classified Guide to a Selected List of Current Periodicals Foreign and Domestic. 
Actualmente denominada Ulrichsweb, proporciona enlaces web y Z39.50 a catálogos de bibliotecas de todo el mundo. La versión en línea incluye más de 300.000 publicaciones periódicas activas y actuales. 
La cobertura es internacional, con cierto énfasis en publicaciones en idioma inglés. La información proviene de los editores y es verificada por la revista web. Incluye:
- ISSN
- Título y títulos anteriores
- Fecha de inicio, lugar de publicación y editorial
- Costo, disponibilidad de versiones electrónicas, términos de suscripción y circulación aproximada según lo estimado por el editor.
- Información temática, que se puede buscar como términos temáticos o clasificación Dewey aproximada, características especiales e información de indexación.
- Indicaciones de si la publicación está disponible en acceso abierto.
- Indicación de si la publicación está revisada por pares, lo que incluye revistas profesionales con un control editorial de calidad equivalente.

Publicado anteriormente por RR Bowker, se trasladó a CSA, una subsidiaria de Cambridge Information Group, en 2006.  Tras la fusión de CSA y ProQuest, Ulrich se trasladó a la filial de ProQuest, Serials Solutions.  El nombre "Serials Solutions" se retiró en 2014.